# 압력 경도력
유체역학에서 기압 경도력 또는 압력 경도력(pressure-gradient force)은 표면을 따라 압력의 변화가 있을 때 작용하는 힘이다. 압력은 정의상 단위 면적당 작용하는 힘이므로, 압력이 다르면 힘이 다르다는 뜻을 내포하며, 이 경우 뉴턴 운동 법칙에 따라 가속도가 발생한다. 발생하는 힘은 압력이 높은 곳에서 낮은 곳으로 향하며, 유체가 평형 상태에 있을 경우 (알짜힘이 0인 경우) 정역학적 평형이라고 부른다. 예를 들어 지구 대기권의 경우, 대기압은 고도가 증가함에 따라 감소하므로, 대기는 중력에 반대되는 방향의 압력 경도력을 받는다.

## 마그누스 효과
마그누스 효과는 회전하는 물체가 유체를 통과할 때 발생하는 현상으로, 회전하지 않는 경우와 비교해 물체가 굴절되는 현상이다. 마그누스 효과는 회전하는 물체의 양 편에서 작용하는 압력 경도력의 차이로 해석할 수 있다.

## 공식화
밀도 {\displaystyle \rho }, 높이 {\displaystyle dz}, 표면적 {\displaystyle dA}의 유체 덩어리가 있을 때, 이 덩어리의 질량은 {\displaystyle m=\rho \,dA\,dz}으로 쓸 수 있다. 뉴턴 운동 법칙 {\displaystyle F=ma}에 따라, 압력 차이 {\displaystyle dP}({\displaystyle z} 방향만 고려)를 힘으로 표현할 수 있다. {\displaystyle F=-dP\,dA=\rho a\,dA\,dz}
압력 차이로 인해 발생하는 가속도는 다음과 같이 표현할 수 있다.{\displaystyle a=-{\frac {1}{\rho }}{\frac {dP}{dz}}}통상 압력 경도력의 영향은 힘 대신 가속도의 형식으로 표현한다. 압력 {\displaystyle P}를 더 일반화하면 다음과 같이도 표현할 수 있다.{\displaystyle {\vec {a}}=-{\frac {1}{\rho }}{\vec {\nabla }}P}따라서 힘의 방향은 압력이 제일 급격하게 증가하는 방향의 반대 방향이다.